# François Ladatte
François Ladatte, né Francesco Ladetto, est un sculpteur italien, né à Turin le 6 décembre 1706, et mort dans la même ville le 18 janvier 1787.

## Biographie
Francesco Ladetto vint à Paris à la suite de son mécène le prince Victor-Amédée Ier de Savoie-Carignan. Il y remporta en 1728 le second prix de sculpture de l'Académie (avec Joram et Naaman), puis en 1729 le premier prix (avec Joaquin, roi de Judée). Agréé à l'Académie royale de peinture et de sculpture en 1736, il fut nommé académicien en 1741 (sur une statuette en marbre de Judith), et devint adjoint à professeur en 1743. Il exposa aux salons du Louvre de 1737 à 1743. Ses œuvres les plus importantes exécutées en France sont la statue de Louis XV à la bourse de Rouen, la décoration de l'autel de saint Lait dans la cathédrale de Reims, et le bas-relief du Martyre de saint Philippe de la chapelle du château de Versailles.
En 1744, il partit avec sa famille pour Turin, où il reçut de Charles-Emmanuel III des lettres patentes de sculpteur royal (avec 800 livres de traitement annuel). Il réalisa notamment, entre 1747 et 1750, les candélabres et plats en argent du château royal de Stupinigi, et surtout le célèbre cerf qui en surmonte la coupole. Nommé professeur à l'Académie royale de peinture et de sculpture de Turin en 1778, il mourut à Turin en 1787.